# اسپهبد
اَسپَهبَد یا سپهبَد یا سپهبذ (به پارسی میانه: 𐭮𐭯𐭠𐭧𐭯𐭲) عنوان فرمانده لشکر یکی از بخش‌های چهارگانهٔ ایران در ارتش ساسانیان بود. چهار بخش عبارت بوده‌اند: از اباختر (شمال یا طبرستان)، خوراسان (خراسان مشرق)، نیمروز (جنوب)، خوروران (خاوران، مغرب). پیش از آن در دوره اشکانیان نیز مقامی موروثی با این نام وجود داشته. همچنین اسپبد یا آسپبد (برگرفته از فارسی میانه: *aspa-pati-) به عنوان فرمانده سواره نظام یک درجه باستانی نظامی بود که در ارتش اشکانی و ساسانی مورد استفاده قرار می‌گرفت. واژه اسپهبد برای اولین بار در دودمان گاوباریان توسط دابویه که خود را اسپهبد طبرستان نامید بکار رفت، و این روند در سلسله‌های پادوسبانیان و باوندیان هم ادامه پیدا کرد. این عنوان پس از حمله اعراب به ایران، تا حمله مغول به ایران، به شکل (به عربی: إصبهبذ و اصفهبد) به کار می‌رفت. همچنین حکومتی به نام اسپهبدان در اطراف آستارای امروزی تا سال‌ها وجود داشته که پایتخت آن را نیز به همین نام می‌خواندند. این لقب در دیلمستان نیز کاربرد داشته است. از اسپهبدان بزرگ ایران می‌توان به اسپهبدان رستم فرخزاد، خورشید و فرخان بزرگ اشاره کرد. در دودمان پهلوی این عنوان به صورت سپهبد به عنوان درجه نظامی دوباره به کار گرفته شد.

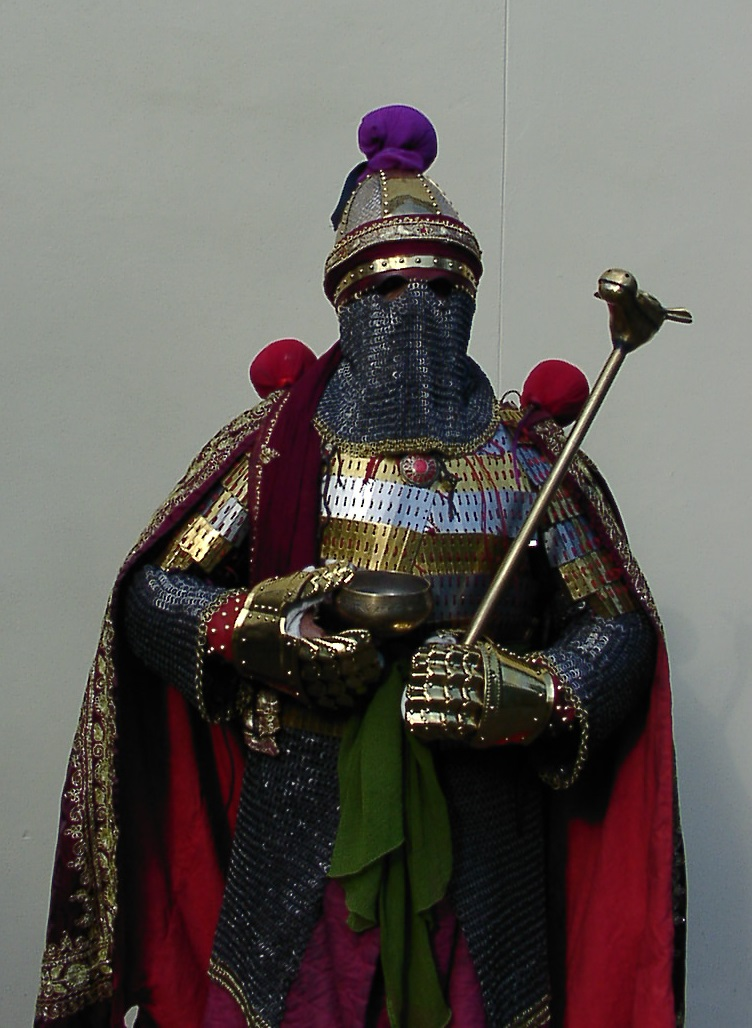
بازسازی دیجیتال یک فرمانده نظامی اواخر دوره ساسانی

## معرفی
این کلمه ابتدا در کتیبه‌ای از شهر باستانی نسا که متعلق به اشکانیان است دیده شد، جایی که می‌گوید؛ «تیردات، فرمانده ارشد سواره نظام». این عنوان به احتمال زیاد یکی از بالاترین عناوین ارتش اشکانی بوده است که قدرت اصلی خود را از سواره نظام می‌گرفته است. عنوان ارمنی آسپت از اسپد مشتق شده است. خاندان قدرتمند سورن، امتیاز تاجگذاری به عنوان پادشاه را داشته‌اند، دارای تعداد زیادی عنوان اسپبد در اعضای خودش بوده است.
این عنوان در زمان ساسانیان‌ها نیز استفاده می‌شد. در یکی از کتیبه‌های شاپور یکم نوشته شده است که شخصی به نام پیروز این عنوان را داشته است. با این حال، درجه اسپبد در دوران ساسانیان از اهمیت کمتری نسبت به دوران اشکانی برخوردار بود چرا که درجه اسواران سالار جایگزین کاربرد نظامی آن گشت.

## دوره پیش از اسلام
ریشه این واژه از ایرانی باستان *spadapati- است. در دوران اشکانیان، سْپاذپت (به پارتی: 𐭎𐭐𐭀𐭃𐭐𐭕𐭉 spʾdpty) مقامی موروثی در یکی از هفت خاندان ممتاز پارتی بوده است.
سْپاهبذ (به پارسی میانه: 𐭮𐭯𐭠𐭧𐭯𐭲) عنوان فرمانده لشکر یکی از بخش‌های چهارگانهٔ ایران در ارتش ساسانیان بود. چهار بخش عبارت بوده‌اند: از اباختر (شمال)، خوراسان (خراسان بزرگ، مشرق)، نیمروز (جنوب)، خوروَران (خاوران، مغرب). در دوران ساسانیان، بیشتر مقام‌ها، از جمله پایه‌ها و درجات نظامی موروثی بودند. فرماندهٔ کل نیروهای مسلح ایران تا سدهٔ ششم میلادی ایران‌سپاهبذ بود که از سوی خسرو انوشیروان این مقام ملغی شد.
انوشیروان، ایران را به چهار بخش تقسیم کرد و در رأس هر یک از این بخش‌ها یک سپاهبذ (فرمانده لشکر) جداگانه‌ای قرار داد؛ زیرا تمرکز قدرت نظامی در دست یک فرمانده، ممکن بود به کسب نیروی عظیم و طمع در تاج و تخت و وارد آوردن فشار بر شاهنشاه منجر گردد. سپهبدان مأمورین مهم دولت بشمار می‌رفتند و هر کدام در قلمرو خود صاحب اختیار بودند و بر یک ربع مملکت حکومت می‌کردند و معاونی در اختیار داشتند، موسوم به مرزبان. مرزبانان فرمانفرمای ایالت‌ها بودند. تقسیم مناطق تحت نفوذ هر اسپهبد به شرح زیر بود:
- سپاهبذ شرق افواج خراسان و سکستان و کرمان.
- سپاهبذ جنوب افواج پارس و خوزستان.
- سپاهبذ مغرب افواج آسورستان (عراق) تا سرحد دولت بیزانس.
- سپاهبذ شمال افواج ممالک طبرستان،[۲][۵] ماد بزرگ و آذربایجان[۶]

همچنین یعقوبی ذکر کرده است که هر سپاهبذ، یک نفر پاذگوسپان تحت امر خود داشت.
پیش از اسلام، واژه اسپهبد طبرستان در دودمان دابویگان که اسلام را نمیپذرفت، بکار می‌رفت.

### در مناطق مرزی ایران
این عنوان توسط ارمنیان هم اقتباس شد، و یک بار در دوران اشکانیان به صورت آسپاراپِت یا سْپاراپِت սպարապետ (a)sparapet و یک بار در زمان ساسانیان به صورت آسپاهاپِت ասպահապետ aspahapet وارد زبان ارمنی شد. این عنوان همچنین توسط گرجیان (به گرجی: სპასპეტი spaspet) و ختنیان (به ختنی: spāta، شکل متأخر: spā) به کار می‌رفت. در یونانی به صورت ἀσπαβέδης aspabedēs ضبط شده است.

## دوره اسلامی

### طبرستان، دیلمان و تالش

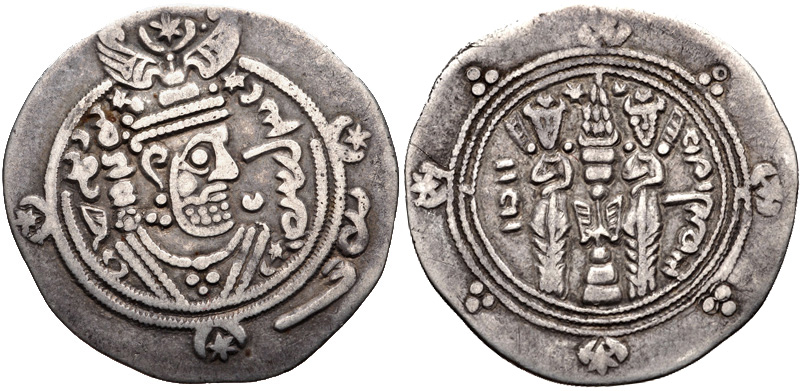
درهم نقره از اسپهبد خورشید (۷۴۰–۷۶۱)

هنگام حمله اعراب به ایران، اسپهبد خراسان به کوهستان‌های طبرستان پناه برد. او از واپسین شاهنشاه ساسانی، یزدگرد سوم، دعوت کرد تا به طبرستان بیاید ولی یزدگرد دعوتش را نپذیرفت و در ۶۵۱ به قتل رسید. مانند بسیاری از حکام محلی دیگر در نواحی همجوار گرگان و گیلان، اسپهبد در پیمان‌هایی با عرب‌ها شرایطی برقرار ساخت که در ازای پرداخت خراج سالانه، حکومت خود را برقرار دارد. اسپهبدان این حکومت، به نام گاوباریان، تا هنگام نابودی توسط خلافت عباسیان، سکه‌هایی به نام خود و به خط پهلوی ضرب می‌کردند و بر آن‌ها لقب پتشخوارگرشاه و اسپهبذ خراسان ذکر می‌کردند.
عنوان اسپهبذ پس از انقراض دودمان گاوباری نیز توسط دیگر خاندان‌های طبرستان همچون کارنوندیان و باوندیان استفاده می‌شد و تا هنگام فتوحات مغول در قرن سیزدهم میلادی دنباله داشت.
همچنین حکومتی به نام اسپهبدان در اطراف آستارای امروزی تا سال‌ها وجود داشته که پایتخت آن را نیز به همین نام می‌خواندند. این لقب همچنین در دیلمستان، همسایه غربی طبرستان، مورد استفاده قرار می‌گرفت. در منابع تاریخی حاکمان محلی طبرستان گاه به سهولت اسپهبد نامیده شده‌اند.

### آسیای مرکزی
در خراسان این لقب به شاهزادگان سغد داده شده است. همچنین عناوین اسپهبد بلخ در سال ۷۰۹, اسپهبد نسا در ۷۳۷ و اسپهبد در اشاره به شاه کابل در اوایل قرن نهم میلادی سابقه دارد. در دههٔ ۱۰۹۰ میلادی نیز امیر ترکی از سوی سلجوق بر شهر مکه منصوب شد که نامش اسپهبد بوده است.